# Johann Georg Lehmann

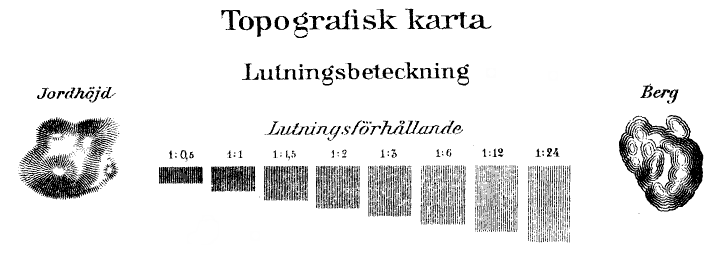
En efter Lehmanns metod konstruerad lutningsskala för svenska topografiska kartor.

Johann Georg Lehmann, född 11 maj 1765 i Baruth/Mark, död 6 september 1811 i Dresden, var en tysk militär, lantmätare och kartograf.
Lehmann, som var major i Sachsen, introducerade  1799 den av honom utvecklade så kallade Lehmannska metoden eller lutningsstrecksmetoden, en metod för återgivande av markens lutningsförhållanden på kartor. Det utmärkande för denna metod är att lutningarnas återges med lutningsstreck, som dels är tätare och svartare, ju större lutningen är, och på detta sätt anger graden av branthet, dels genom sin riktning, som alltid sammanfaller med lutningens riktning och ger en bild av terrängens former.

## Fotnoter
1. 1 2  läs online, www.deutsche-biographie.de , läst: 9 oktober 2017.[källa från Wikidata]